# Zorino (rejon obojański)
Zorino (ros. Зорино) – wieś (sieło) w Rosji, w obwodzie kurskim, w rejonie obojańskim. W 2010 liczyła 1222 mieszkańców.